# ريتشارد هالسي
ريتشارد هالسي (بالإنجليزية: Richard Halsey)‏ هو مونتير أمريكي، ولد في 1940 في الولايات المتحدة.

## وصلات خارجية
- ريتشارد هالسي على موقع IMDb (الإنجليزية)
- ريتشارد هالسي على موقع ألو سيني (الفرنسية)
- ريتشارد هالسي على موقع أول موفي (الإنجليزية)
- ريتشارد هالسي على موقع قاعدة بيانات الأفلام السويدية (السويدية)
- ريتشارد هالسي على موقع قاعدة بيانات الفيلم (الإنجليزية)
- ريتشارد هالسي على موقع كينوبويسك (الروسية)